# 班菲爾德 (布宜諾斯艾利斯省)

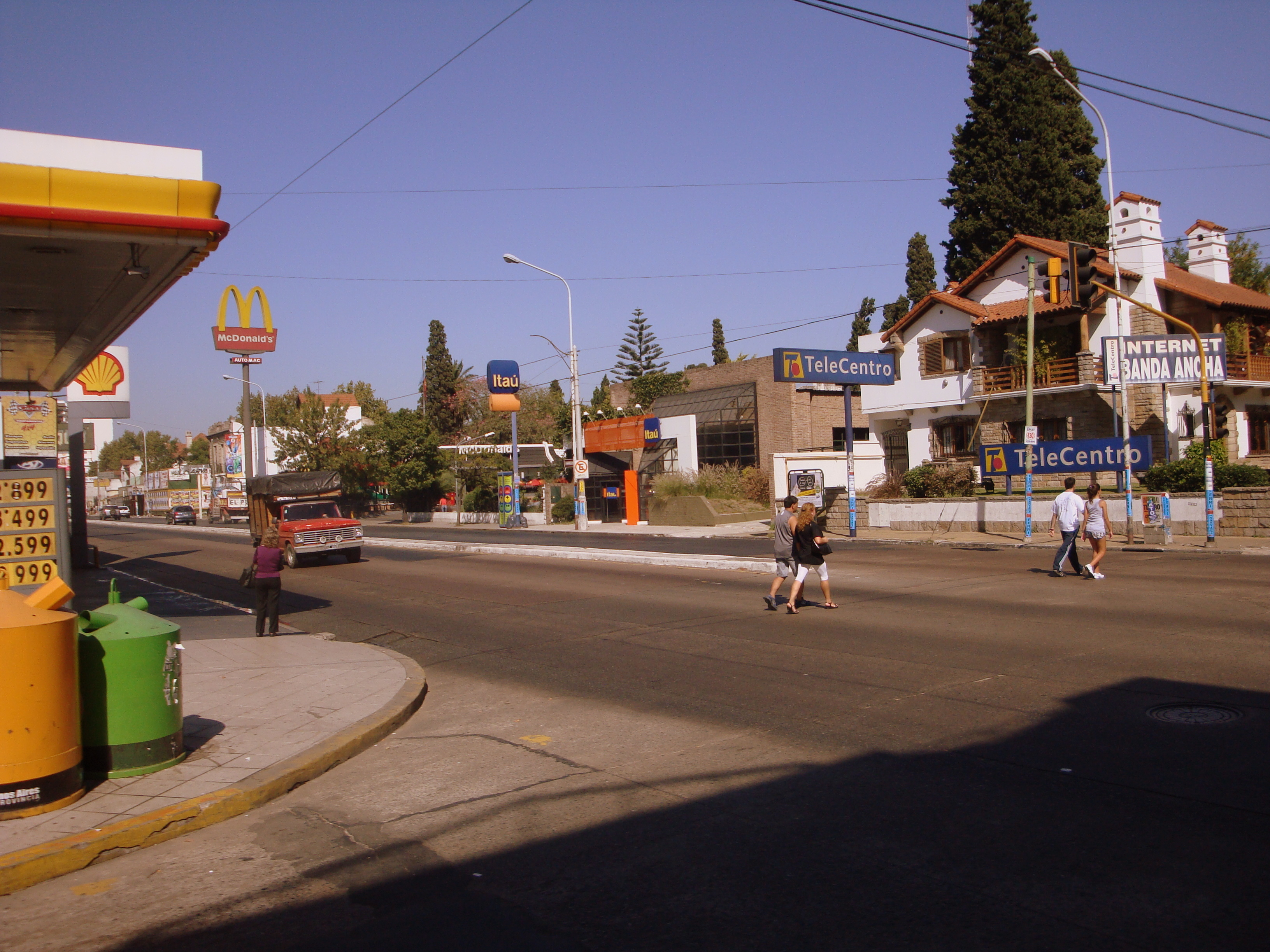

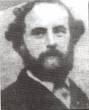

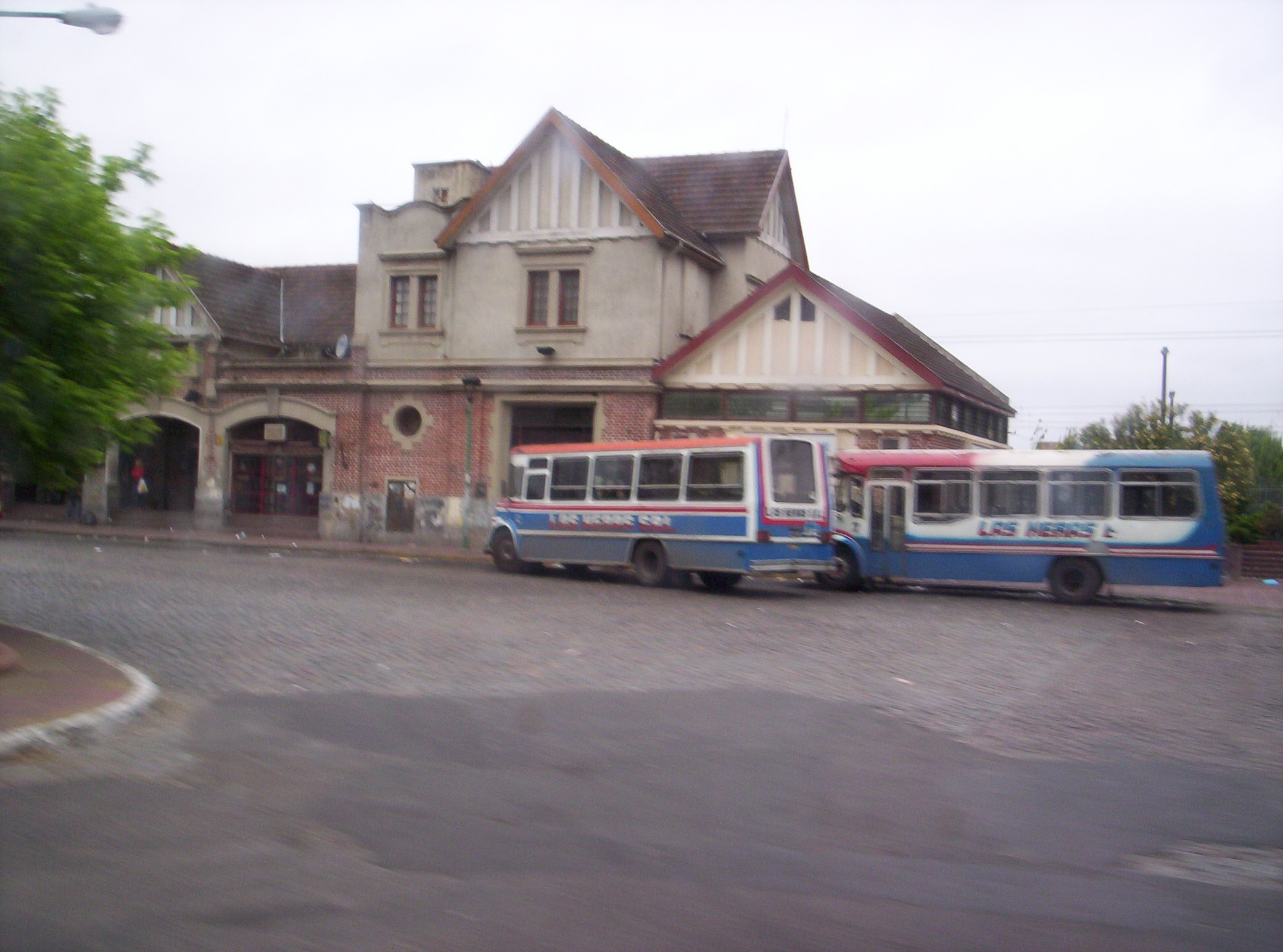

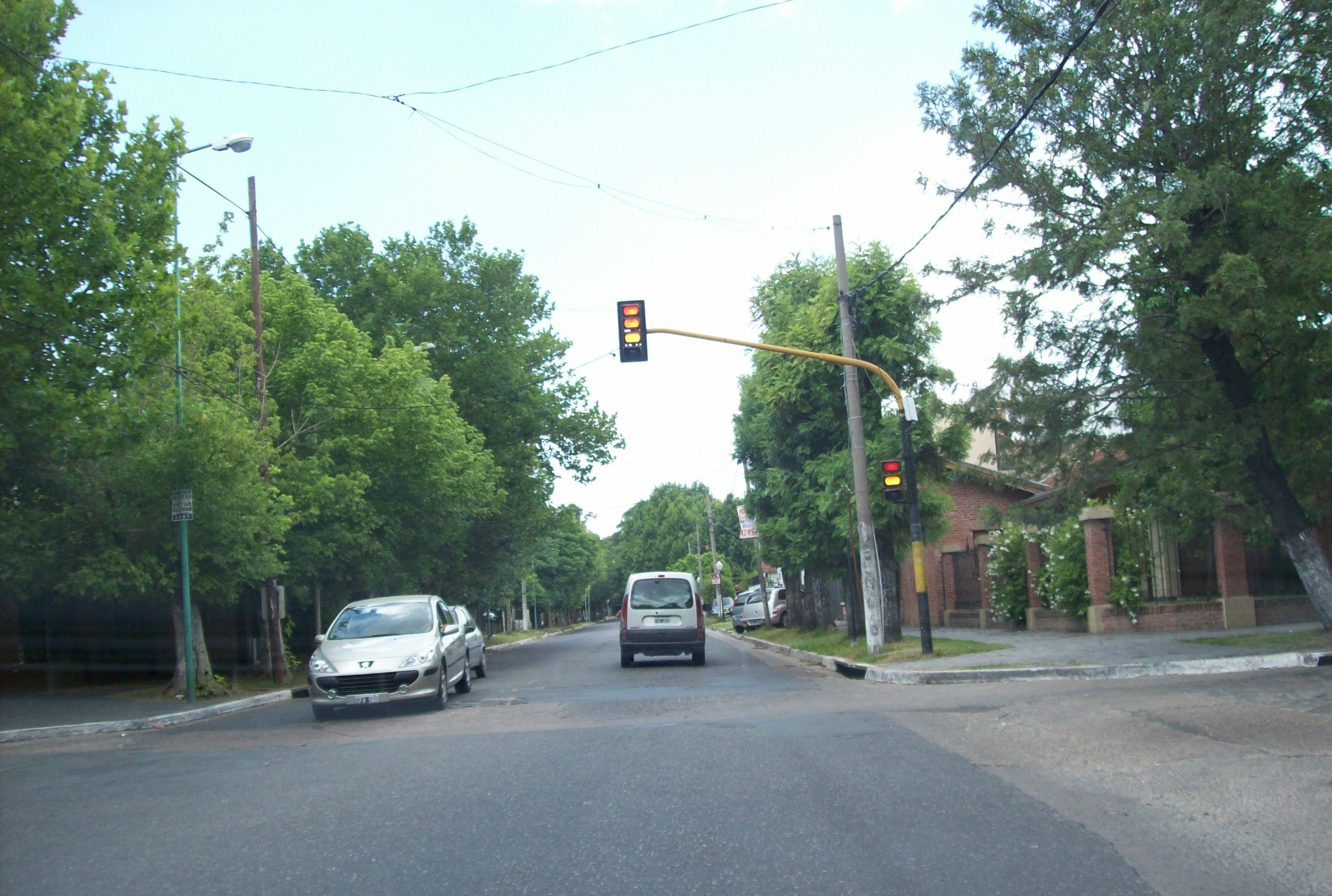

班菲爾德是阿根廷的城鎮，位於該國東部，由布宜諾斯艾利斯省負責管轄，距離布宜諾斯艾利斯14公里，海拔高度16米，鎮上的火車站建於1871年，2001年人口223,898。

## 外部連結
- （西班牙文） Lomas Athletic Club - Official site （页面存档备份，存于）
- （西班牙文） Banfield's Commercial Guide （页面存档备份，存于）
- （西班牙文） Aguirre Conservatory of Music （页面存档备份，存于）